# Folyékony sóolvadékos tóriumreaktor

Sóolvadékos reaktor vázlata

A folyékony sóolvadékos tóriumreaktor egy IV. generációs atomreaktor-típus, melyben a hűtőfolyadék és az üzemanyag szerepét is ugyanaz az olvadt só közeg tölti be. Ez a sóolvadék általában valamilyen fluorvegyületet jelent (a fluornak csak egy stabil izotópja van, így a sugárszennyezésre is jóval kevésbé fogékony más elemeknél), melyben az üzemanyag (a tórium és az aktiválásához szükséges kis mennyiségű U233) oldott formában van jelen.

## Története
A tórium használatának lehetőségét atomreaktorban már Wigner Jenő is felvetette, mivel a tórium lényegesen nagyobb mennyiségben fordul elő a földkéregben, mint az urán, illetve megfelelően megépített erőműben felhasználva jelentősen több energia nyerhető egységnyi mennyiségű tóriumból, mint a hagyományos erőművekben felhasznált uránból, ezért a keletkező nagy aktivitású hulladék is kevesebb, egységnyi előállított energiára vetítve.

## Működési elve
A tórium izotópjai 1.4 MeV-nál kisebb energiájú neutronok hatására nem hasadnak, ezért láncreakció létrehozására nem alkalmas. A tórium neutron befogás hatására (több lépésben) hasadóanyaggá (üzemanyaggá) alakul. A láncreakció megindításához olyan anyagot használnak, amely primer neutronforrás. A jelenlegi kísérleteknél ez urán-233, amely maga is mesterségesen előállított izotóp, és UF4, vagy UF6 formájában elegyítik a rendszerrel. A 232Th egy neutron befogásával 233U-má alakul át. A rendszer maga az LFTR (liquid fluoride thorium reactor) sóolvadékos üzemű reaktor. A sóolvadék általában erősen korrozív hatású LiF, vagy BeF2, ebben oldódik fel a tórium fém. A reaktor primer körében tehát LiF-ban oldott Th cirkulál, és hőcserélőn adja át a hőt a reaktor szekunder körében áramló folyadéknak. A hatvanas években néhány évig már működött egy kísérleti sóolvadékos (MSRE) erőmű az Egyesült Államokban (Oak Ridge), kb. 7,4 MW teljesítménnyel. A hőmérséklet a LiF és az UF6 eutektikus pontja közelében (tehát folyékony állapotú üzemanyaggal), 700 Celsius fok felett működött. A sóoldat jól bírta a nagy neutronfluxust, és a reaktor a várakozásoknak megfelelően működött, ám jelentkezett a reaktor (Hastelloy-N nikkel–molibdén ötvözet) szerkezeti anyagait károsító trícium és tellúr probléma, amit a kísérlet leállítását követően oldottak meg.
A reakció lefolyása a következő:
{\displaystyle \mathrm {n} +{}_{\ 90}^{232}\mathrm {Th} \rightarrow {}_{\ 90}^{233}\mathrm {Th} {\xrightarrow {\beta ^{-}}}{}_{\ 91}^{233}\mathrm {Pa} {\xrightarrow {\beta ^{-}}}{}_{\ 92}^{233}\mathrm {U} }
A tórium egy neutron befogása után 233-as tömegszámú tóriummá alakul, amely β-bomlással 233-as protaktíniummá változik. Ez egy újabb β-bomlással, elektron és antineutrínó kibocsátása árán 233-as tömegszámú uránná alakul.